# Cinywera
Cinywera är ett periodiskt vattendrag i Burundi.   Det ligger i provinsen Kayanza, i den centrala delen av landet, 70 kilometer nordost om huvudstaden Bujumbura.
Omgivningarna runt Cinywera är en mosaik av jordbruksmark och naturlig växtlighet. Runt Cinywera är det tätbefolkat, med 442 invånare per kvadratkilometer.